# Robert Nisse
 (septembre 2020).
Si vous disposez d'ouvrages ou d'articles de référence ou si vous connaissez des sites web de qualité traitant du thème abordé ici, merci de compléter l'article en donnant les références utiles à sa vérifiabilité et en les liant à la section « Notes et références ».
Robert Nisse, né le 28 juillet 1900 à Château-du-Loir (Sarthe) et mort le 22 janvier 1958 à Paris, est un homme politique français. Résistant, il fut après guerre député RI, puis RPF, puis RS du Nord.

## Biographie
Fils d'un ancien sous-officier devenu percepteur et d'une directrice d'école, Robert Nisse suit de brillantes études : major de promotion à l'école des mines, il obtient ensuite un doctorat en droit. Ingénieur et cadre supérieur, il travaille d'abord dans une société minière en Pologne, puis dans les hydrocarbures.
Pendant la Seconde Guerre mondiale, il participe à la Résistance, et est nommé en novembre 1944 membre de l'assemblée consultative provisoire.
En octobre 1945, il mène une liste « Union des républicains », située à droite, dans la troisième circonscription du Nord pour l'élection de la première assemblée constituante, mais n'est pas élu. Une nette progression, l'année suivante, lui permet, avec 9,3 % des voix, d'obtenir un siège de député, au détriment du PCF.
Pendant ce court mandat, il dépose plusieurs textes visant à améliorer la situation des victimes de guerre. Il apporte pendant cette période un soutien plein et entier aux positions de Charles de Gaulle et, lorsqu'il se représente aux législatives, en novembre, l'intitulé de sa liste fait référence au gaullisme. Cet alignement lui vaut une nette progression de son résultat : avec 20,2 % des voix, il est non seulement réélu, mais fait entrer dans son sillage à l'assemblée un second député, Henri Mallez. Il siège de nouveau au sein du groupe des Républicains indépendants.
Député peu actif, il intervient essentiellement sur les problèmes des sinistrés et victimes de guerre. En 1947, il rejoint le Rassemblement du Peuple Français et mène la liste de ce parti aux législatives de 1951, où il obtient 22,1 % des voix. Durant ce mandat, il est vice-président de la commission de la reconstruction et des dommages de guerre.
Le RPF ayant été mis en sommeil en 1953, c'est à la tête d'une liste de centre-droit, réunissant les Républicains sociaux, le RGR et le CNI, qu'il se représente en 1956. S'il est réélu, c'est cependant avec un fort recul électoral, puisqu'il n'obtient que 12,4 % des voix.
Son activité parlementaire s'intensifie alors, et surtout, s'élargit à d'autres domaines, et notamment la politique agricole, pour laquelle il se prononce en faveur de prix garantis, d'un contrôle des importations, d'une politique de crédit à faible taux et d'une réorganisation des marchés.
Il intervient aussi pour l'opposer aux projets de construction d'une communauté européenne, qu'il estime essentiellement favorables à l'Allemagne.
Il meurt en cours de mandat, en janvier 1958, à l'âge de 57 ans.

## Résumé des fonctions et mandats
- Député de 1946 à 1958
- Conseiller général du canton d' Avesnes-sur-Helpe-Sud de 1949 à 1955.